# تومي فلاناجان
تومي فلاناجان (بالإنجليزية: Tommy Flanagan) (و. 1930 – 2001 م) هو عازف بيانو، وملحن، وعازف جاز، وكاتب سيناريو أمريكي، ولد في ديترويت، يستخدم آلات بيانو، توفي في نيويورك، عن عمر يناهز 71 عاماً.

## وصلات خارجية
- تومي فلاناجان على موقع IMDb (الإنجليزية)
- تومي فلاناجان على موقع ميوزك برينز (الإنجليزية)
- تومي فلاناجان على موقع أول موفي (الإنجليزية)
- تومي فلاناجان على موقع أول ميوزيك (الإنجليزية)
- تومي فلاناجان على موقع ديسكوغز (الإنجليزية)
- تومي فلاناجان على موقع كينوبويسك (الروسية)